# Dawn and Twilight
Dawn and Twilight è un cortometraggio muto del 1914. Il nome del regista non viene riportato.

## Trama
Un musicista cieco riesce a riconquistare la vista attraverso una difficile operazione che gli viene pagata da una donna innamorata. Ma il destino gli è ancora avverso e lo aspetta per colpirlo nuovamente.

## Produzione
Il film fu prodotto dalla Essanay Film Manufacturing Company.

## Distribuzione
Distribuito dalla General Film Company, il film - un cortometraggio a una bobina - uscì nelle sale cinematografiche statunitensi il 3 febbraio 1914.